# الكولة (الجميمة)

تعديل مصدري - تعديل

الكولة هي إحدى قرى عزلة ظهاى بمديرية الجميمة التابعة لمحافظة حجة، بلغ تعداد سكانها 20 نسمة حسب تعداد اليمن لعام 2004.